# Mammuthus rumanus
Mammmuthus rumanus és una espècie de mamut que visqué durant el Pliocè en allò que avui en dia és l'Europa de l'Est. Se n'han trobat restes fòssils al Regne Unit i Romania. Fou el primer mamut a arribar a Europa, tot i que és possible que aparegués a Àfrica i llavors s'estengués a Euràsia a través del Llevant. No se sap gaire cosa sobre el seu estil de vida. És possible que l'espècie nana Mammuthus creticus evolucionés de Mammuthus rumanus.